# 約翰·斯皮德

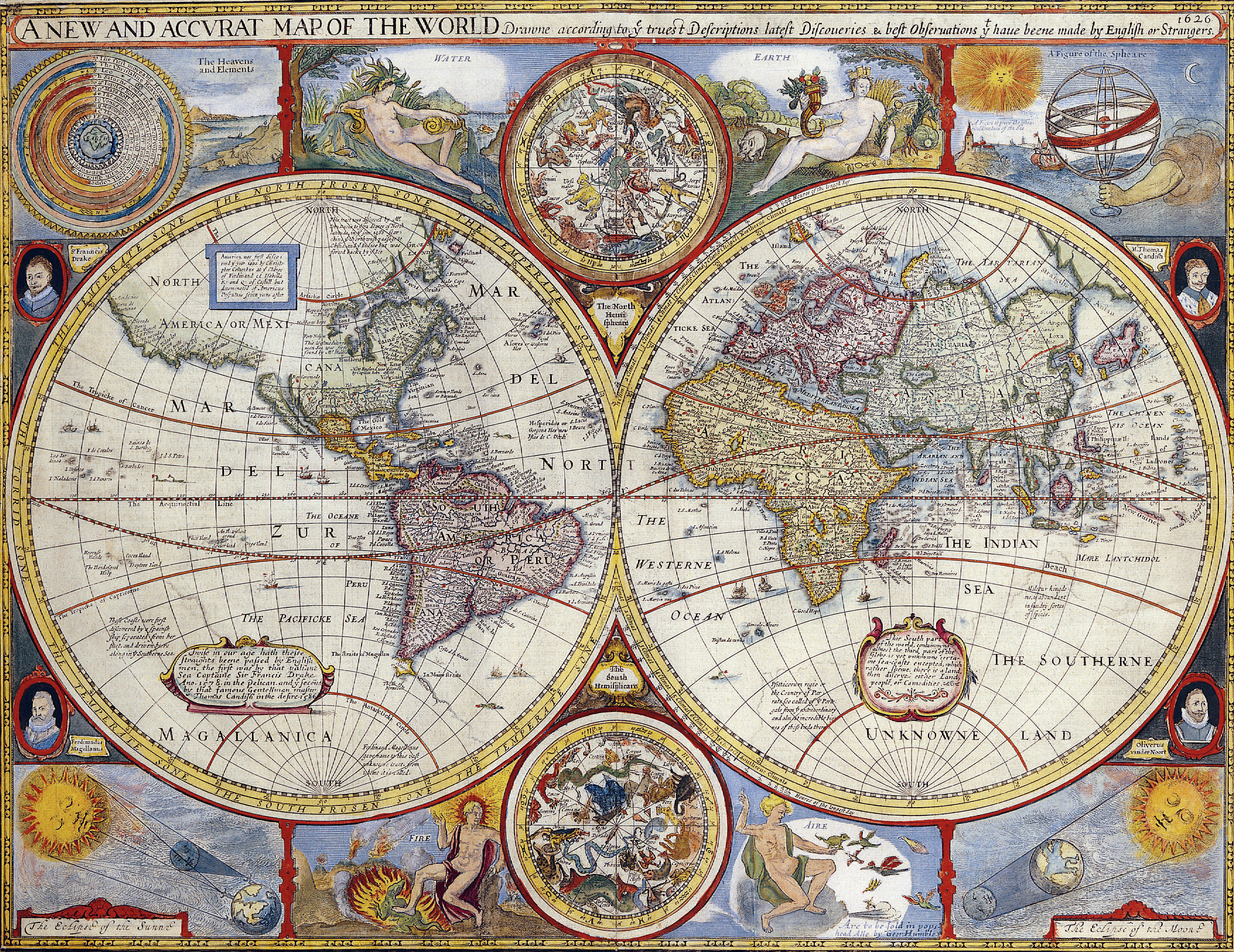
約翰·斯皮德繪製的世界地圖（1626年）

約翰·斯皮德（英語：John Speed；1542年—1629年）是英國的歷史學家及地圖製作家，其英國郡城地圖作品在英國相當普及，經常可見於普通家戶之中。
斯皮德出生於柴郡（Cheshire）的法恩登（Farndon），一直到他50歲左右都一直跟著父親從事裁縫工作。之後史匹德在倫敦工作時，因為對歷史懷有高度的興趣和知識，所以加入了古物學會（Society of Antiquaries），並得到女王伊麗莎白一世寵臣富爾克·格雷維爾（Fulke Greville, 1st Baron Brooke）的賞識與資助，史匹德遂得以全心全力投入研究工作。後來女王伊麗莎白一世為了獎勵史匹德的研究成果，特許他使用海關大樓的一間房間。史匹德在《不列顛志》（Britannia）作者威廉·康登（William Camden）的鼓勵下開始了《大不列顛史》（Historie of Great Britaine）的寫作，並於1611年出版。
與斯皮德在歷史學上的貢獻相比，他真正為人讚揚的是他在地圖繪製上的成就。雖然斯皮德多少抄襲了地圖製作名家克里斯托福·薩克斯頓（Christopher Saxton）及約翰·諾登（John Norden）的作品，甚至也可能使用了現今已經失傳的歷史資源，但仍無掩於他在地圖學上的貢獻，特別是他對英國郡城地圖的繪製，是英國地圖史上首次的視覺記錄。史匹德於1610年11月出版《大不列顛王國全覽》（The Theatre of the Empire of Great Britaine），除了愛爾蘭及蘇格蘭是廣域地圖之外，英格蘭及威爾斯皆繪有郡級的地圖，而且大多數附有城鎮計畫（town plan）。1627年，斯皮德出版了《世界知名地區全覽》（A Prospect of the Most Famous Parts of the World），是第一部由英國人繪製的世界地圖集。